# Miliusa glochidioides
Miliusa glochidioides R.E.Fr. – gatunek rośliny z rodziny flaszowcowatych (Annonaceae Juss.). Występuje naturalnie w południowych Chinach – w południowej części regionu autonomicznego Kuangsi. 

## Morfologia
PokrójZimozielony krzew dorastający do 1,5 m wysokości. Gałęzie są lekko owłosione lub nagie.
LiścieMają kształt od eliptycznego do owalnie lancetowatego. Mierzą 3–8 cm długości oraz 1–3 cm szerokości. Są nagie. Nasada liścia jest zaokrąglona. Blaszka liściowa jest o krótko spiczastym wierzchołku. Ogonek liściowy jest nagi i dorasta do 2 mm długości.
KwiatySą pojedyncze lub zebrane w pary, rozwijają się w kątach pędów. Działki kielicha mają owalny kształt, są lekko owłosione od wewnętrznej strony i dorastają do 1 mm długości. Płatki osiągają do 3,5 mm długości i są owłosione od wewnątrz. Kwiaty mają 20 pręcików i 10 nagich owocolistków.

## Biologia i ekologia
Rośnie w lasach. Występuje na wysokości do 900 m n.p.m. Kwitnie w lipcu, natomiast owoce dojrzewają od sierpnia do października.